# Palais Reök
Le Palais Reök (en hongrois : Reök-palota) est un édifice situé à Szeged.